# سياسة قانون حقوق الإنسان للأويغور
قانون سياسة حقوق الإنسان الأويغور لعام 2020 (S. 3744) هو قانون فيدرالي سنّته الولايات المتحدة الأمريكية. يوجب هذا القانون هيئات حكومية فيدرالية أمريكية متعددة التبليغ عن انتهاكات حقوق الإنسان التي يرتكبها الحزب الشيوعي الصيني (CCP) والحكومة الصينية ضد الأويغور في شينجيانغ، الصين. بما يشمل الاعتقالات في معسكرات إعادة التعليم في شينجيانغ.
في الحادي عشر من أيلول (سبتمبر) 2019، جرى تمرير نسخة من مشروع القانون -سياسة حقوق الإنسان الأويغور لعام 2019- في مجلس الشيوخ الأمريكي بالإجماع. في الثالث من كانون الأول (ديسمبر) 2019، أقرّ مجلس النواب الأمريكي نسخة أقوى من مشروع القانون -قانون الأويغور- بأغلبية 407 صوتًا مقابل 1.
في الرابع عشر من أيّار (مايو) 2020، قدّم ووافق مجلس الشيوخ على ما أصبح مشروع قانون 2020 اليوم. في السابع عشر من أيّار(مايو) 2020، أقر المجلس مشروع القانون المعدل بأغلبية 413 صوتًا مقابل صوت واحد، وأرسل إلى الرئيس دونالد ترامب للموافقة عليه. وقع مشروع القانون من قبل ترامب ليصبح قانونًا في السابع عشر من حزيران (يونيو) 2020.

## محتوى التشريع ونتائجه
يوجه مشروع القانون ما يلي: (1) مدير المخابرات الوطنية لتبليغ الكونغرس فيما يخص القضايا الأمنية الناجمة عن حملة الحكومة الصينية القمعية ضد الأويغور في شينجيانغ؛ (2) مكتب التحقيقات الفيدرالي (FBI) للإبلاغ عن الجهود المبذولة لحماية الأيغور والمواطنين الصينيين في الولايات المتحدة؛ (3) الوكالة الأمريكية للإعلام العالمي للإبلاغ عن القضايا المتعلقة بالإعلام الصيني في شينجيانغ؛ (4) وزارة الخارجية الأمريكية للإبلاغ عن نطاق حملة الحكومة الصينية المبلغ عنها ضد الأويغور في شينجيانغ.
يترتب على الرئيس الأمريكي دونالد ترامب تقديم تقرير إلى الكونغرس في غضون 180 يومًا. يجب أن يحدد التقرير المسؤولين الصينيين وأي شخص آخر مسؤول عن تنفيذ: التعذيب؛ الاعتقال المطول دون توجيه اتهامات ومحاكمة؛ اختطاف؛ المعاملة القاسية أو اللاإنسانية أو المهينة للأقليات المسلمة؛ وغيرها من أشكال الإنكار الصارخ "للحق في الحياة أو الحرية أو الأمن" للأشخاص في شينجيانغ. يخضع الأشخاص المحددون في التقرير بعد ذلك إلى عقوبات تشمل تجميد الأصول وإلغاء التأشيرة وعدم أهلية الدخول إلى الولايات المتحدة. مع إمكانية رفض الرئيس فرض عقوبات على المسؤولين إذا قرر وأقرّ الكونغرس أنّ التراجع عن العقوبات يصب في المصلحة الوطنية للولايات المتحدة.
كما سيدعو مشروع القانون الرئيس ترامب إلى فرض عقوبات بموجب قانون ماغنيتسكي العالمي (Global Magnitsky Act) على سكرتير الحزب الشيوعي في شينجيانغ تشين تشوانغو (Chen Quanguo)، والتي ستكون المرة الأولى التي تفرض فيها مثل هذه العقوبات على عضو في المكتب السياسي للصين (China's politburo). في التاسع من تموز (يوليو) 2020، فرضت إدارة ترامب عقوبات وقيود على التأشيرات ضد كبار المسؤولين الصينيين، بما في ذلك تشوانغو، و(Zhu Hailun)، ووانغ منغشان (Wang Mingshan) (王明 山)، و(Huo Liujun) (霍留军). في ظل هذه العقوبات، يُمنعون هم وأقاربهم المباشرون من دخول الولايات المتحدة وتتجمد الأصول الموجودة في الولايات المتحدة.

## ردود الفعل

### الدعم
في اليوم نفسه الذي وقّع فيه الرئيس ترامب على مشروع القانون ليصبح قانونًا، ادعى مستشار الأمن القومي السابق جون بولتون أنّ ترامب قد أبلغ الزعيم الصيني شي جين بينغ (Xi Jinping) في حادثتين سابقتين بالمضي قدمًا في خططه المتعلقة باعتقال الأويغور.
دعمت مقالات مكتوبة بأقلام رؤساء التحرير في النيويورك تايمز وواشنطن بوست إقرار قانون سياسة حقوق الإنسان للأويغور. كما دعمت مقالات الرأي المكتوبة في منشورات مختلفة تمرير القانون.
أثار ادعاء الحزب الشيوعي الصيني (CCP) بالقضاء على التطرف انتقادات في مقال نشرته صحيفة ديكان كرونيكل (Deccan Chronicle)، بينما وجه مقال كتبه سريكانث كوندابالي (Srikanth Kondapalli) انتقادات لإستراتيجية جمهورية الصين الشعبية الكبرى لشينجيانغ. استشهد محللون في مقال نشرته وكالة رويترز أنّ رد الصين على تمرير قانون الأيغور قد يكون أقوى من رد فعلها على قانون حقوق الإنسان والديمقراطية في هونج كونج، بينما قال مراسل بي بي سي في الصين أنّه في حال أصبح مشروع القانون قانونًا، سيكون ذلك بمثابة أهم محاولة دولية للضغط على بر الصين الرئيسي بشأن احتجازها الجماعي للأويغور.

### مجتمع الأويغور
في الثالث من كانون الأول (ديسمبر) 2019، قال متحدث باسم الكونجرس العالمي للأويغور إن مشروع قانون مجلس النواب هام في معارضة "الضغط المستمر للاضطهاد الشديد في الصين"، وإن المنظمة تتطلع إلى توقيع الرئيس ترامب على مشروع القانون. دعا العديد من نشطاء الأويغور ومحللو المؤسسة الفكرية والممثلون السياسيون الحكومات المختلفة إلى معاقبة المسؤولين في بر الصين الرئيسي لتورطهم المفترض في نزاع شينجيانغ.
شكر المحامي الأويغوري الأمريكي نوري توركل (Nury Turkel) -وهو مفوض في اللجنة الأمريكية للحرية الدينية الدولية، والشريك المؤسس لمشروع حقوق الإنسان للأويغور، والرئيس السابق لجمعية الأويغور الأمريكية- الرئيس ترامب لتوقيعه القانون وأضاف قائلاً: "إنه يوم عظيم لأمريكا وشعب الأويغور". يشير توركل أيضًا إلى أنّ على الحكومة الأمريكية استخدام القانون الجديد لفرض عقوبات على المسؤولين الصينيين بسبب الاضطهاد الديني. كما حث الكونغرس على تمرير مشروع قانون ثان، قانون الأويغور لمنع العمل القسري (Uyghur Forced Labor Prevention Act)، والذي من شأنه أن يوجه الجمارك وحماية الحدود الأمريكية بافتراض أنّ أيّ سلع منتجة في شينجيانغ هي نتاج عمل قسري.